# Bronisława Zamachowska

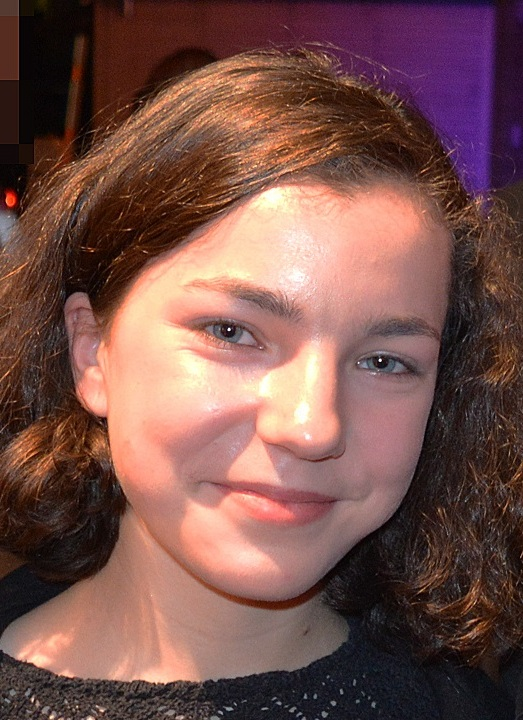
Bronisława Zamachowska im Jahr 2018

Bronisława Zamachowska (* 2002 in Polen) ist eine polnische Schauspielerin.

## Leben
Bronisława Zamachowska wurde 2002 geboren und ist die Tochter des Schauspielerpaars Aleksandra Justa und Zbigniew Zamachowski. Für ihre Rolle in dem Film Powidoki erhielt sie beim Polnischen Filmpreis zwei Nominierungen, die eine als Beste Nebendarstellerin und die andere als Entdeckung des Jahres.

## Filmografie
- 2015: Persona Non Grata (Sugihara Chiune)
- 2016: Powidoki
- 2021: Przejscie